# 탈라스강

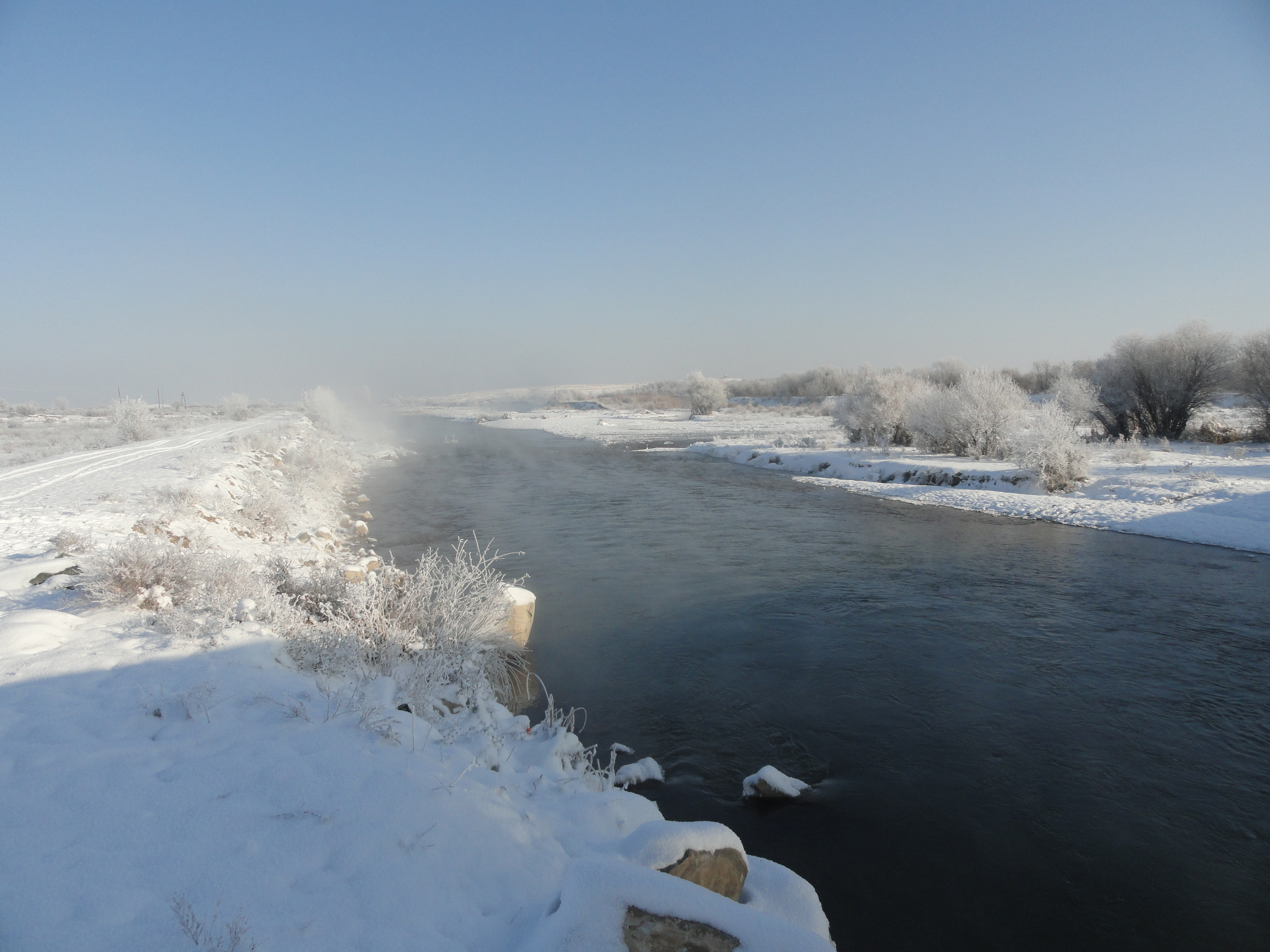
탈라스강

탈라스강은 키르기스스탄과 카자흐스탄의 국경 지역을 흐르는 강이다. 탈라스산에서 발원하여 탈라스 계곡의 서쪽을 흐른 다음, 물길을 북쪽으로 바꾸어 흐르다가 카자흐스탄의 뮌쿰 사막에서 땅속으로 스며든다. 751년 탈라스 전투 중에 아바스 왕조, 토번국, 키르기스 연합군이 당나라의 서부 전선에 주둔해 있던 고구려인 당나라 장군 고선지의 군대를 격파하였다. 그 결과로 서역 국가들에 중국의 제지 기술이 전파되었다.